# Кралство Холандия
Вижте пояснителната страница за други значения на Холандия.
Кралство Холандия (на нидерландски: Koninkrijk Holland; на френски: Royaume de Hollande) (1806 – 1810) е създадено от Наполеон Бонапарт като марионетно кралство, което е управлявано от неговия брат Луи Бонапарт. Целта е била да се упражни по-голям контрол над Нидерландия.
Луи поставя интересите на кралството над тези на Франция, което принуждава Наполеон да поиска неговото абдикиране и през 1810 г. кралство Холандия е анексирано от Франция до 1813 г. Кралство Холандия е обхващало областта на днешна Нидерландия, с изключение на Лимбург, както и части от Зеландия, които по това време са били френска територия. Източна Фризия, която е в днешна Германия, също е била част от кралството.